# Hekou, Honghe
Hekou, tidigare romaniserat Hokow, är ett autonomt härad i  för yaofolket i den autonoma prefekturen Honghe i Yunnan-provinsen i sydvästra Kina. 